# Machico
Machico ist eine Stadt im Osten der portugiesischen Atlantikinsel Madeira. Sie ist der älteste Ort der Insel.

## Geschichte
Im Juli 1419 betraten die portugiesischen Entdecker João Gonçalves Zarco, Tristão Vaz Teixeira und Bartolomeu Perestrelo in der Bucht von Machico erstmals den Boden der Insel Madeira.
Der König D. João I. verteilte im Rahmen der Besiedelung der Insel (1420–1425) das Land an seine drei verdienten Kapitäne. Tristão Vaz wurde zum Kapitän des östlichen Teils der Insel mit Sitz in Machico ernannt, wo noch heute seine Statue steht. Bartolomeu Perestrelo erhielt den Kapitänsbezirk Porto Santo, und João Gonçalves Zarco erhielt die Südwesthälfte Madeiras, die er von Funchal aus verwaltete. Die Kapitäne besaßen weitreichende Vollmachten: Sie konnten Steuern auf Land, Zuckermühlen, Backöfen und Salz erheben und sie durften brachliegende Böden nach eigenem Ermessen an Gutsherrn zur Nutzung übergeben. Machico entwickelte sich schon bald zu einem Zentrum des Zuckerrohranbaus, konnte aber mit der Metropole Funchal nicht Schritt halten, wo die für das Zuckerrohr geeignetsten Böden lagen.
1494 stammte nur ein Fünftel der Ernte aus dem Legatsgebiet Machico. Als die portugiesische Krone 1497 Madeira direkt dem König unterstellte, hatte Funchal die Konkurrentin längst wirtschaftlich überholt.
Machico erhielt am 2. August 1996 die Stadtrechte und wurde damit zur zweitgrößten Stadt der Insel.

## Sehenswürdigkeiten
In Machico stehen die älteste Kirche Madeiras, die Capela dos Milagres sowie die um die Mitte des 18. Jahrhunderts erbaute Capela de São Roque mit ihren berühmten Kachelbildern.
 Der Vorgängerbau der Kapelle, aus dem die heute in der Kapelle vorhandenen Kacheln stammen, war eine Votivkapelle aus dem 15. Jahrhundert. Im 15. Jahrhundert schworen die Einwohner Machicos, dem Heiligen Rochus (São Roque) eine Kapelle zu bauen, wenn er sie von der damals grassierenden Pestepidemie erlösen würde.
Die Pfarrkirche Igreja Matriz de Machico mit ihren vier Seitenkapellen, einem Barockaltar und einer 1933 bemalten Holzdecke wurden gegen Ende des 15. Jahrhunderts erbaut.
Das repräsentative Rathaus (Câmara Municipal de Machico) wurde 1929 errichtet.
Im Solar do Ribeirinho, einem restaurierten Herrenhaus vom Ende des 17. Jahrhunderts in der Rua do Ribeirinho, befindet sich seit 2007 ein Museum zur Ortsgeschichte.
Das Fort São João Baptista entstand im 18. Jahrhundert.
Die Festung Forte de Nossa Senhora do Amparo wurde 1706 vollendet und hat eine dreieckige Grundfläche.
Der Aquädukt Aqueduto de Machico wurde im 19. Jahrhundert erbaut, um die Zuckerrohrmühle mit Wasser zu beliefern. Von ursprünglich 14 Bögen, die eine Breite von 4,40 m hatten, sind acht erhalten und wurden 2001 renoviert.

## Tourismus
Machico verfügt über ein Hotel, mehrere Pensionen und zahlreiche Restaurants. Zu den traditionellen Gerichten zählen die Weizensupppe Sopa de trigo, Carne de vinho e alhos (in Wein und Knoblauch marinierte Fleischstücke) und Bolo de caco, ein auf heißem Stein (caco) gebackenes Fladenbrot, das häufig mit Knoblauchbutter warm als Vorspeise serviert wird.
Seit 2009 gibt es hier einen künstlich angelegten Sandstrand, eine Rarität auf der Insel (sonst nur in Calheta). Der Sand wurde von Marokko importiert. Bei Ebbe kommt am daneben gelegenen Kiesstrand darüber hinaus schwarzer Sand zum Vorschein.
In der Nähe von Machico befindet sich am Hang der Steilküste der Flughafen Madeiras mit der spektakulären, auf Betonpfählen gebauten Rollbahn. Der Raum zwischen den Betonpfählen unter der Start-/Landebahn wurde auf dem zu Machico zählenden Gebiet zwischenzeitlich in ein Sport- und Freizeitzentrum ("Parque Desportivo Água de Pena") für Tennis, Squash, Badminton, Handball, Joggen etc. umgewandelt.
Östlich von Machico befindet sich der Aussichtspunkt Pico do Facho (322 m ü. M.). Von hier aus reicht der Blick über die Landebahn des Flughafens Santa Catarina im Westen und die Bucht von Machico über den Ort Caniçal hinweg bis hin zur Ostspitze Madeiras, der Landzunge Ponta de São Lourenço.

Blick auf den Strand und den Hafen, im Hintergrund die Ponta de São Lourenço
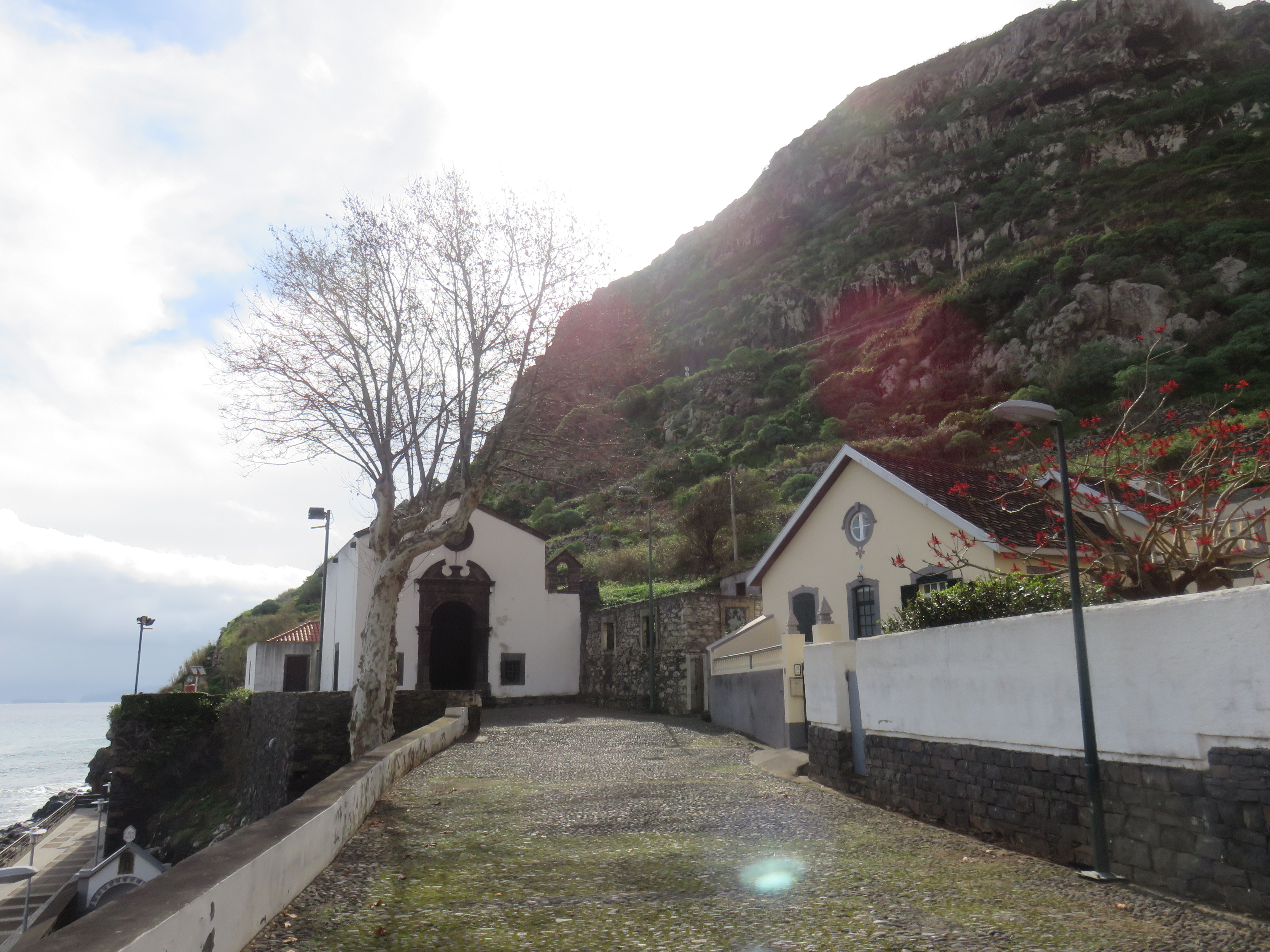
Capela de São Roque
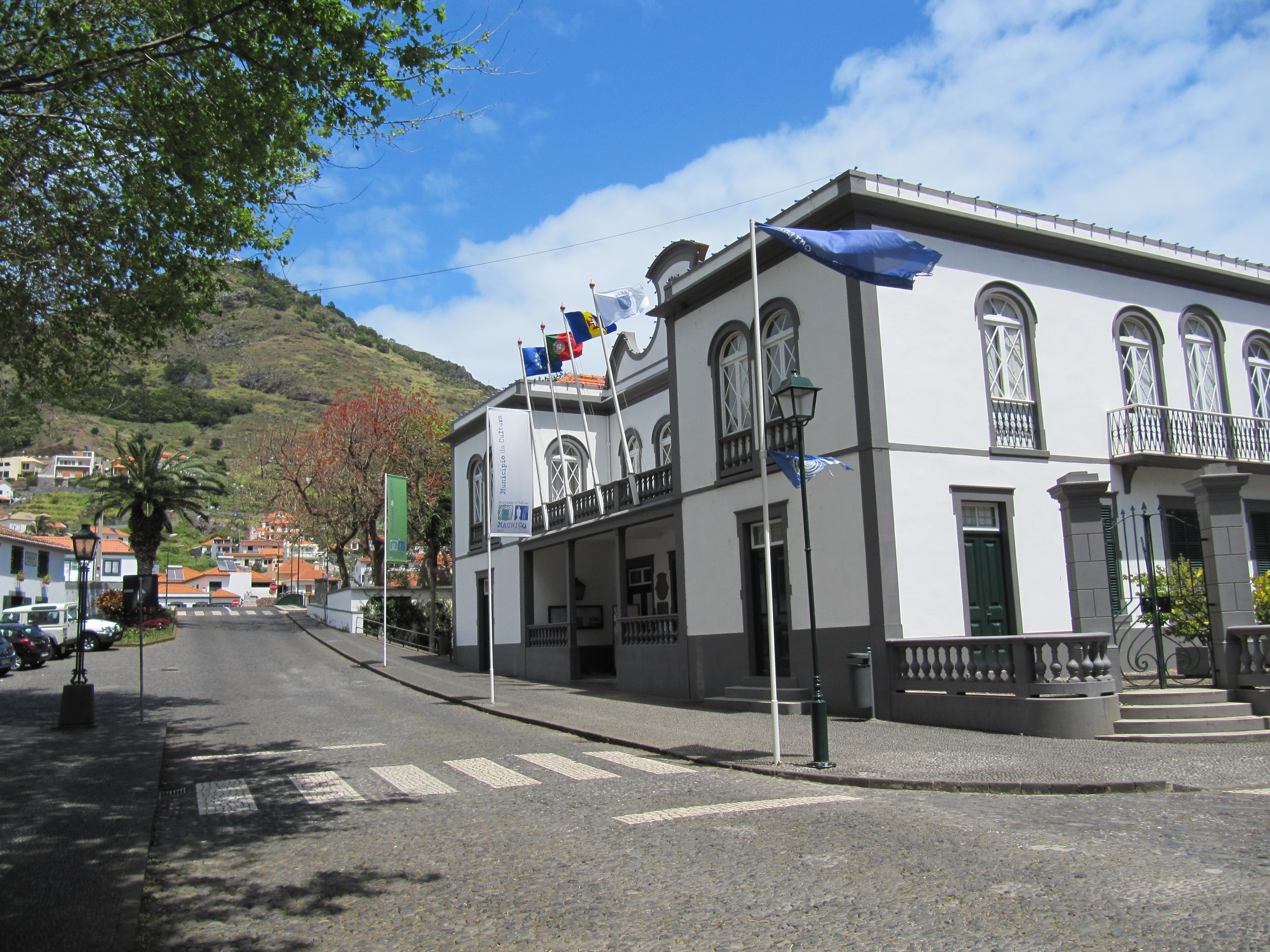
Rathaus
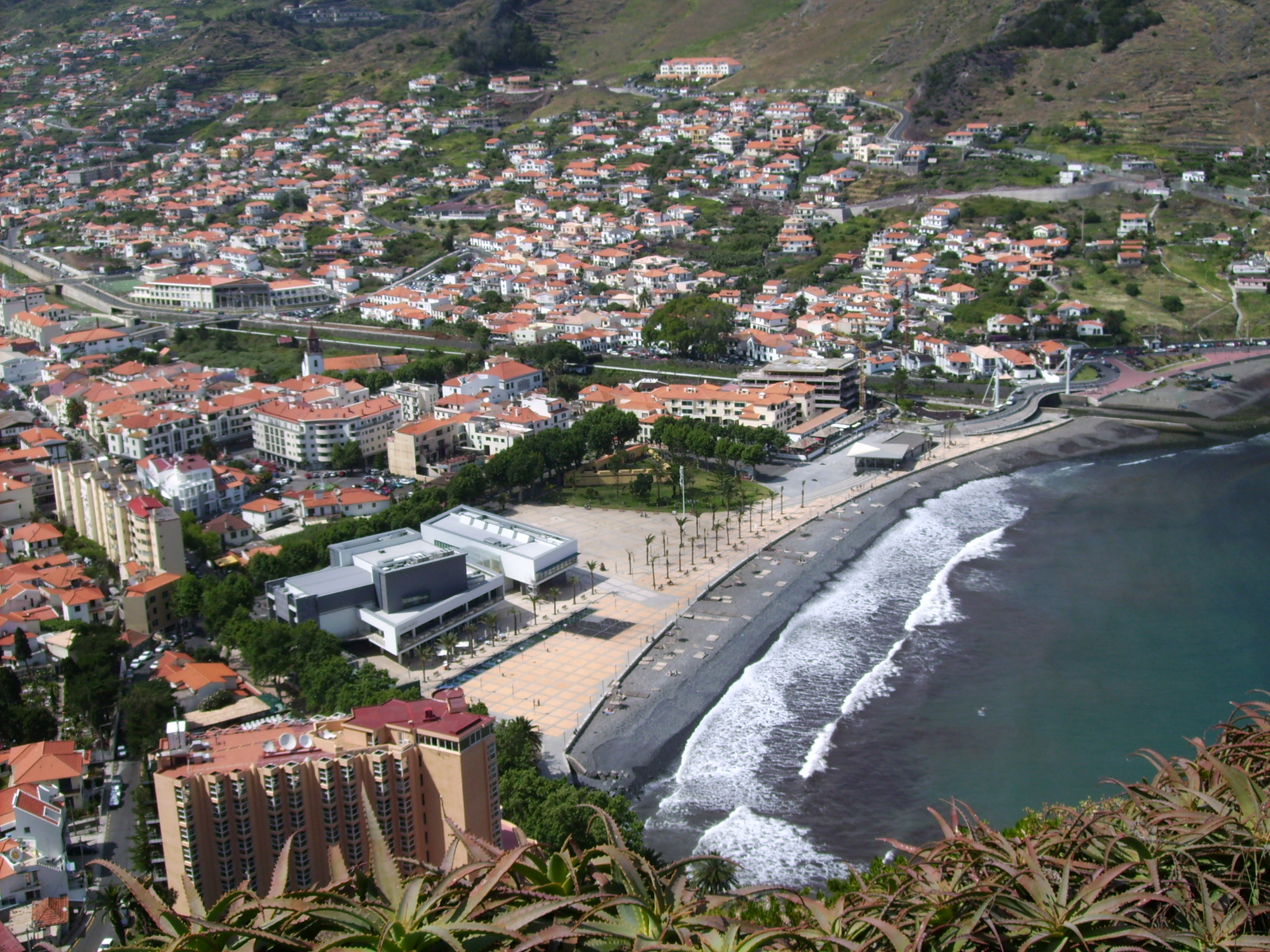
Blick auf die Strandpromenade mit dem Forum
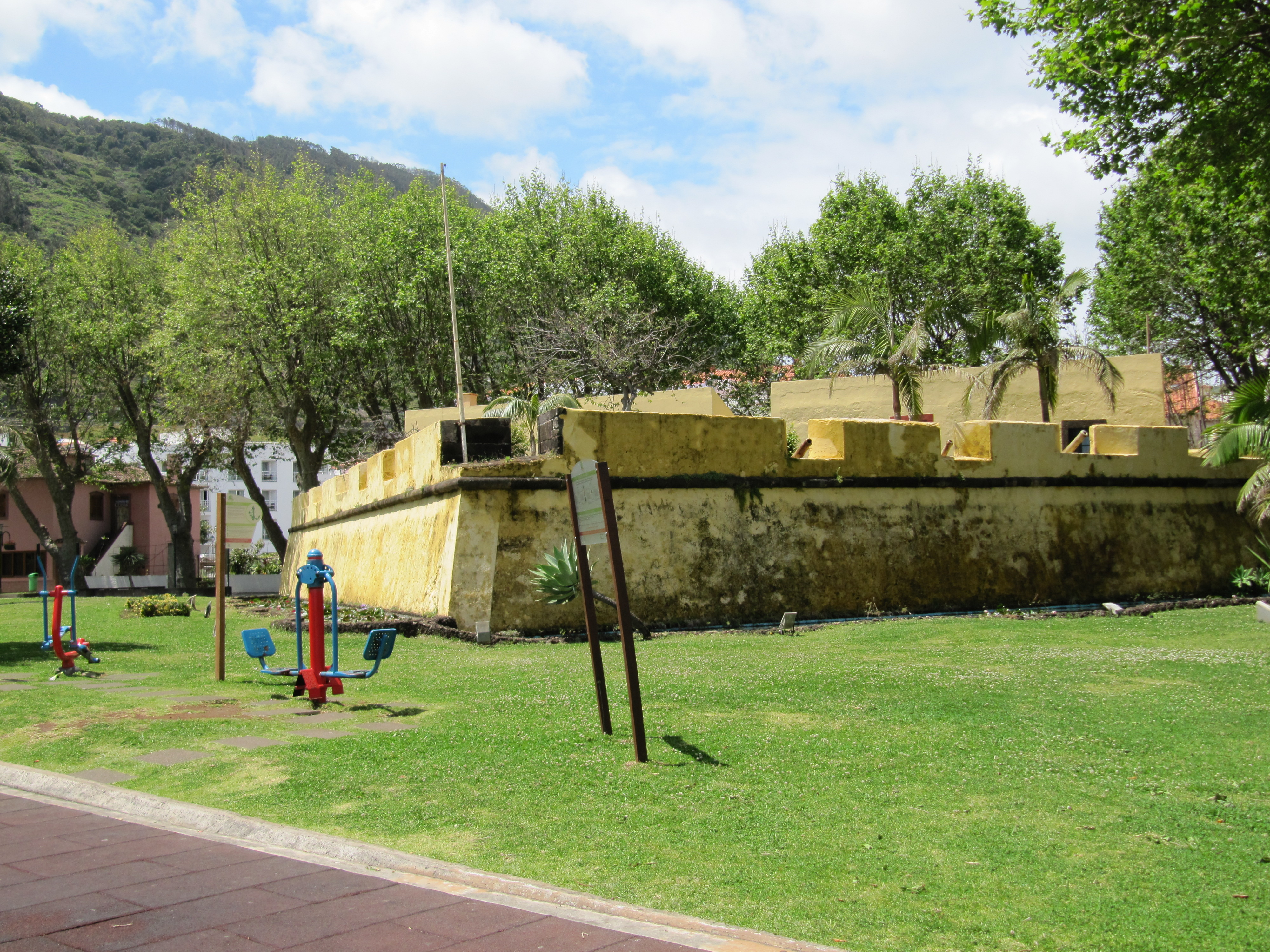
Forte de Nossa Senhora do Amparo
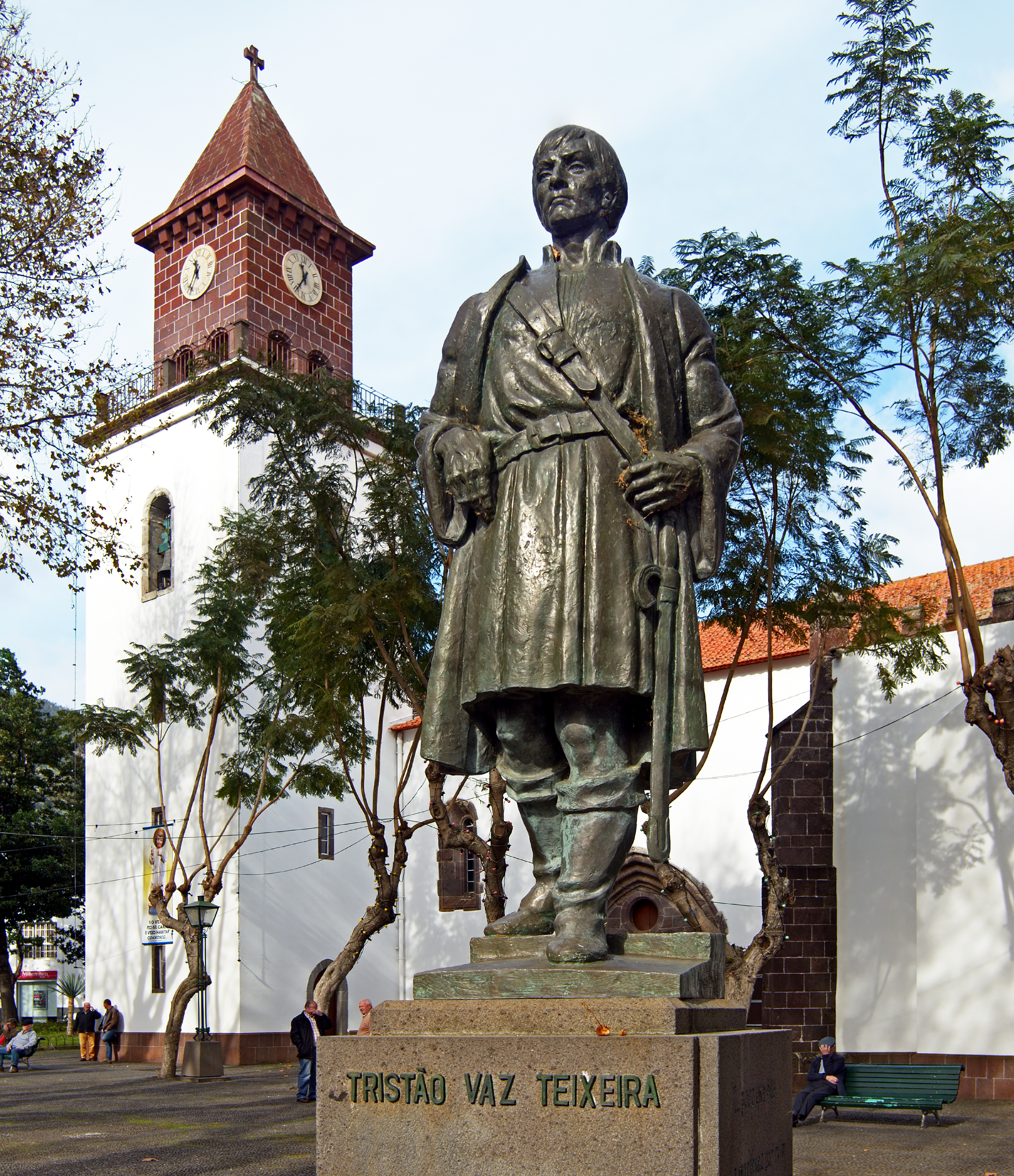
Pfarrkirche mit Denkmal für Tristão Vaz Teixeira
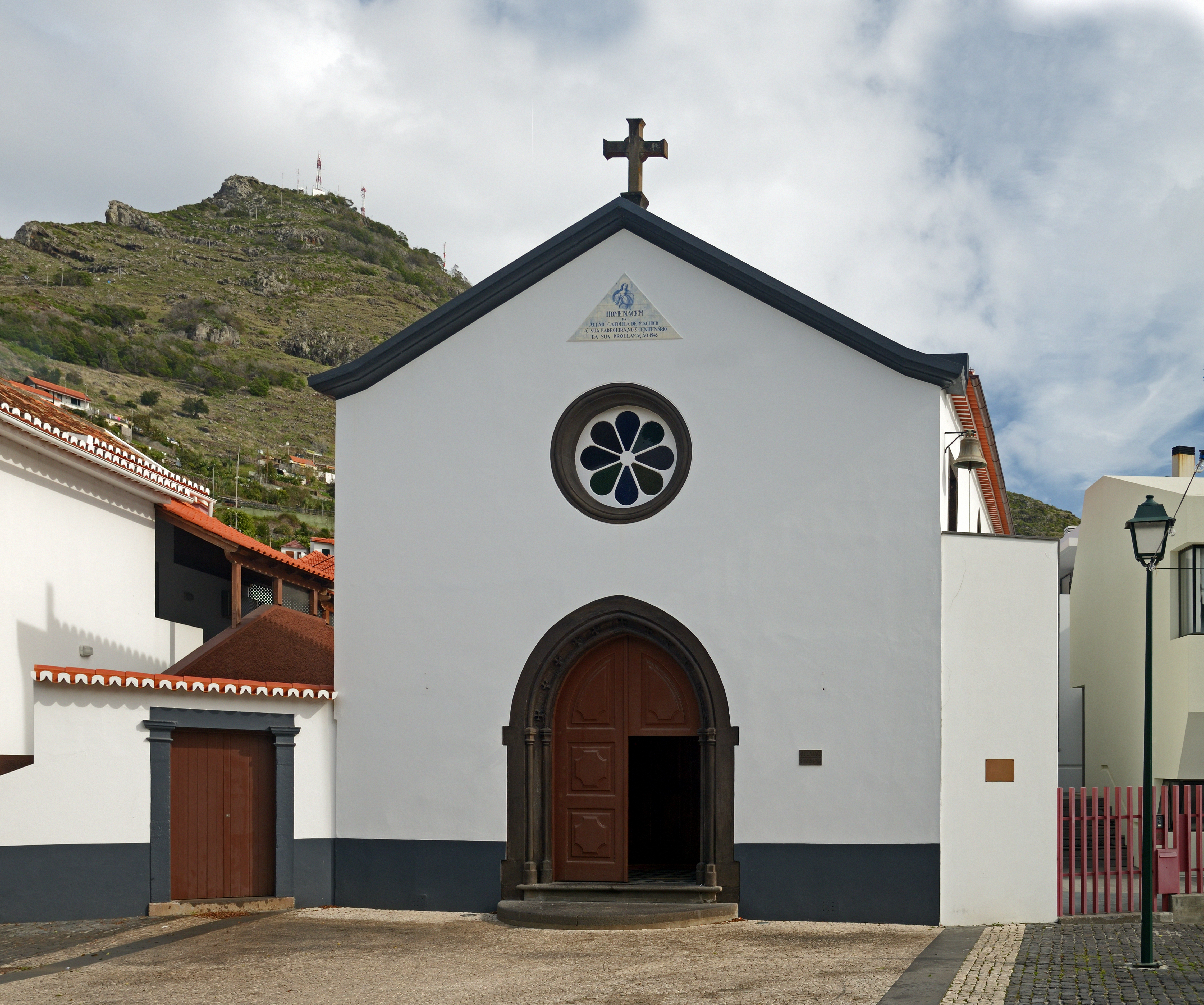
Kapelle des Herrn der Wunder
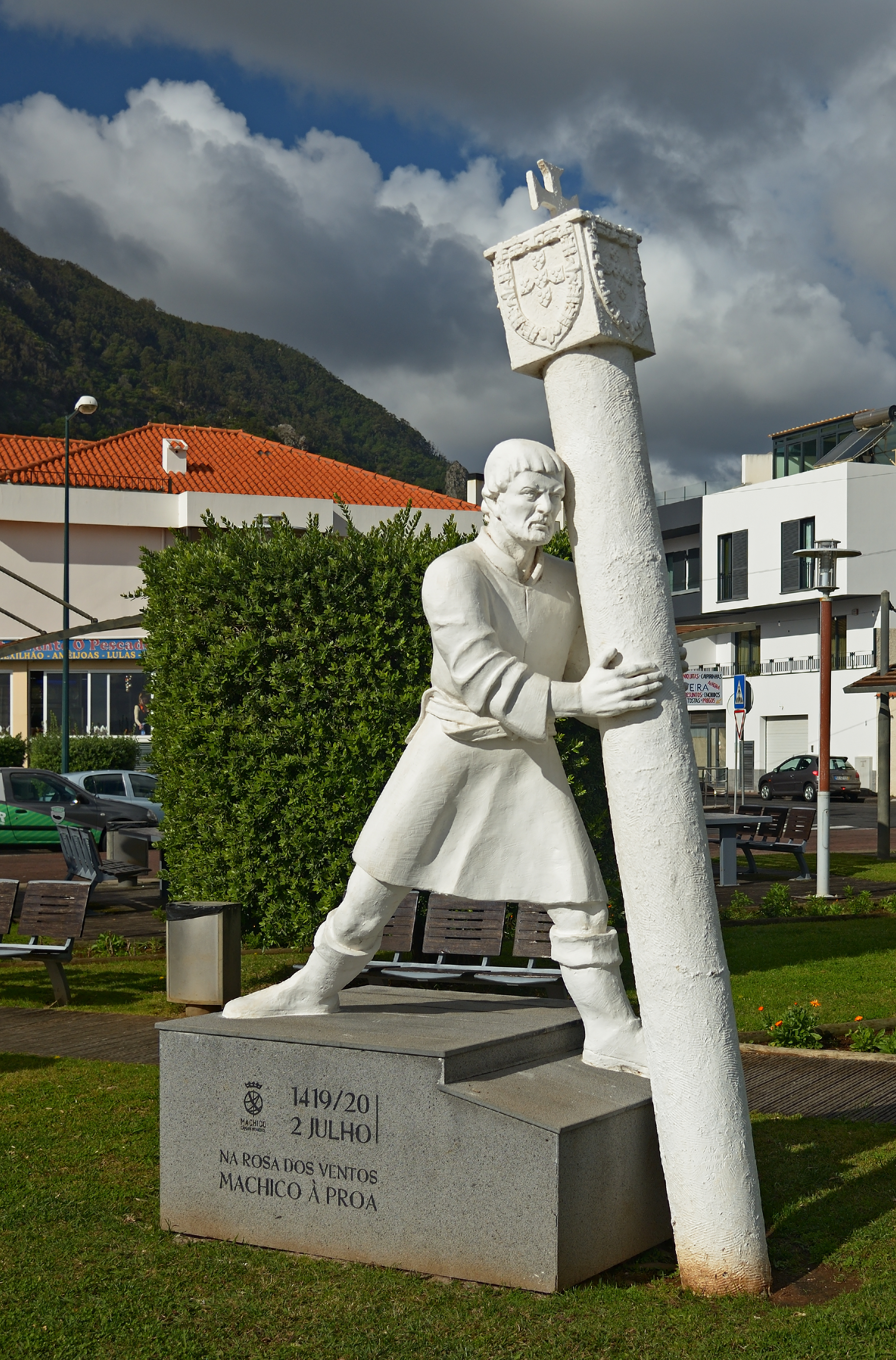
Denkmal für die Gründer von Machico

## Verwaltung

### Kreis Machico

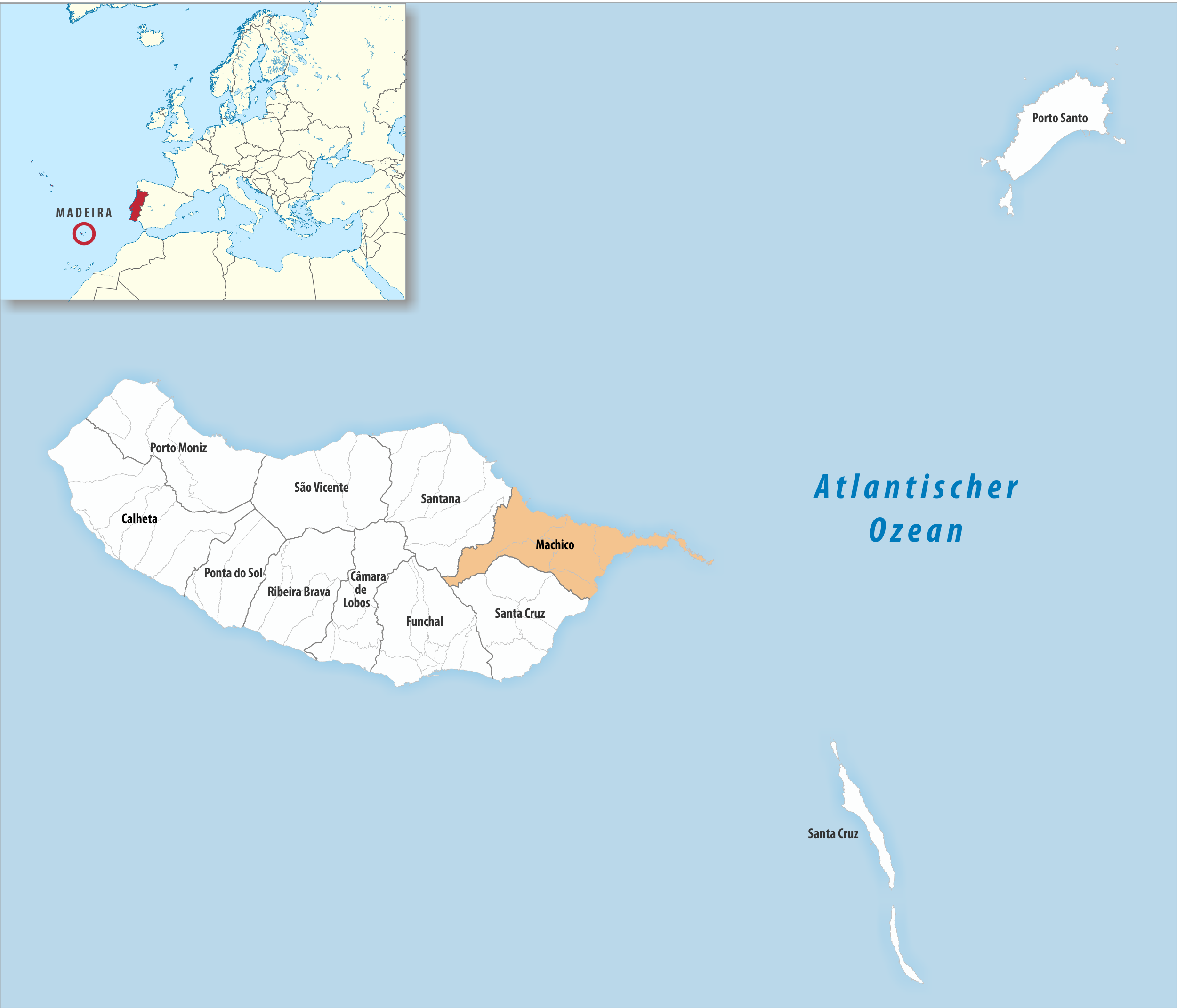
Kreis Machico

| Gemeinde               | Einwohner (2021) | Fläche km² | Dichte Einw./km² | LAU- Code |
| ---------------------- | ---------------- | ---------- | ---------------- | --------- |
| Água de Pena           | 2.749            | 5,15       | 534              | 310401    |
| Caniçal                | 3.548            | 11,85      | 299              | 310402    |
| Machico                | 9.828            | 17,49      | 562              | 310403    |
| Porto da Cruz          | 2.134            | 25,22      | 85               | 310404    |
| Santo António da Serra | 1.334            | 8,62       | 155              | 310405    |
| Kreis Machico          | 19.593           | 68,33      | 287              | 3104      |

|         | Atlantischer Ozean                          |                    |
| Santana | Kompassrose, die auf Nachbargemeinden zeigt | Atlantischer Ozean |
|         | Santa Cruz                                  |                    |

### Bevölkerungsentwicklung
| Einwohnerzahl im Kreis Machico (1849–2011) | Einwohnerzahl im Kreis Machico (1849–2011) | Einwohnerzahl im Kreis Machico (1849–2011) | Einwohnerzahl im Kreis Machico (1849–2011) | Einwohnerzahl im Kreis Machico (1849–2011) | Einwohnerzahl im Kreis Machico (1849–2011) | Einwohnerzahl im Kreis Machico (1849–2011) | Einwohnerzahl im Kreis Machico (1849–2011) | Einwohnerzahl im Kreis Machico (1849–2011) |
| 1849                                       | 1900                                       | 1930                                       | 1960                                       | 1981                                       | 1991                                       | 2001                                       | 2011                                       |                                            |
| ------------------------------------------ | ------------------------------------------ | ------------------------------------------ | ------------------------------------------ | ------------------------------------------ | ------------------------------------------ | ------------------------------------------ | ------------------------------------------ | ------------------------------------------ |
| 5.491                                      | 11.820                                     | 17.936                                     | 21.606                                     | 22.126                                     | 22.016                                     | 21.747                                     | 21.803                                     |                                            |

### Kommunaler Feiertag
- 9. Oktober

### Städtepartnerschaften
- Madeira Beach, Florida, USA
- Lajes do Pico, Azoren, Portugal
- Povoação, Azoren, Portugal

## Söhne und Töchter der Stadt
- Francisco Álvares de Nóbrega (1773–1806), Schriftsteller
- José Tolentino Mendonça (* 1965), Geistlicher, Hochschullehrer und Dichter
- Nuno Malo (* 1977), Filmkomponist
- Nuno Miguel Fidalgo dos Santos (* 1982), Fußballspieler
- Nuno Viveiros (* 1983), Fußballspieler
- Élio Bruno Teixeira Martins (* 1985), Fußballspieler